# Надица Божанић
Надица Божанић (13. март 2001) српска је репрезентативка у теквонду.
Освојила је златну медаљу у женској категорији у средњој категорији на Светском првенству у теквондоу 2022. одржаном у Гвадалахари у Мексику.
Освојила је сребрну медаљу  у конкуренцији за жене 63 kg на Летњим олимпијским играма младих 2018. одржаним у Буенос Ајресу, Аргентина.
Божанић је представљала Србију на Медитеранским играма 2022. у Орану у Алжиру. Такмичила се у женској категорији +67 kg у којој је елиминисана у другом мечу.
Године 2023. године такмичила се у женској категорији у средњој категорији на Светском првенству у теквондоу одржаном у Бакуу, Азербејџан. Месец дана касније, освојила је сребрну медаљу у женској конкуренцији 73>kg на Европским играма 2023. одржаним у Пољској.